# دائوتلاروو
دائوتلاروو (انگلیسی: Dautlarovo) یک شهرک در شهرستان بورایفسکی باشقیرستان کشور روسیه است.